# سيزار أنطونيو مولينا
سيزار أنطونيو مولينا هو ناقد أدبي وصحفي وكاتب وقانوني وسياسي إسباني، ولد في 14 سبتمبر 1952 في لا كورونيا في إسبانيا. انتخب Minister of Culture of Spain ‏ (يوليو 2007 – أبريل 2009) وانتخب  (مايو 2004 – يوليو 2007) وفي الانتخابات العمومية الإسبانية 2008 ‏، انتخب عضو مجلس النواب الإسباني ‏ عن دائرة A Coruña (Congress of Deputies constituency) ‏ خلال فترته النيابية ‏ (25 مارس 2008 – 13 سبتمبر 2009).

## وصلات خارجية
- سيزار أنطونيو مولينا على موقع IMDb (الإنجليزية)